# ۱۲۱۱ (خورشیدی)
۱۲۱۱ هزار و دویست و یازدهمین سال هجری خورشیدی است.